# Wareng (Punung)
Wareng is een bestuurslaag in het regentschap Pacitan van de provincie Oost-Java, Indonesië. Wareng telt 1638 inwoners (volkstelling 2010).